# Peter Hedges
Peter Hedges (født i Iowa USA d. 6 juli 1962) er en amerikansk manuskriptforfatter. Er kendt for filmene "About a boy" og "Hva så Gilbert Grape"
 Der er for få eller ingen kildehenvisninger i denne artikel, hvilket er et problem. Du kan hjælpe ved at angive troværdige kilder til de påstande, som fremføres i artiklen.